# Marcela Gallego
Andre Marcela Gallego Becerra (Sogamoso, Boyacá, 9 de octubre de 1971) es una actriz de cine, teatro y televisión colombiana que debutó en 1986.

## Biografía
Estudió actuación en Bogotá y luego en México donde también siguió cursos de dirección y danza, y participó en una película y en varias obras de teatro.
En Colombia, ha figurado en las tablas desde hace más de treinta años. Ha participado en muchas obras como Llevados por el deseo, Monólogos de la vagina, Y se armó la mojiganga, La siempre viva y La honesta persona de Sechuán. También ha aparecido en películas como Satanás, Perder es cuestión de método, La estrategia del caracol y el medio-metraje Juegos prohibidos.
En el mundo de la televisión, debutó en la novela Por amor en 1986. Llegó a la fama cuando hizo el papel de La pereirana en la serie Fronteras del regreso en 1992.

## Filmografía

### Televisión
| Año       | Título                             | Personaje                                                |
| --------- | ---------------------------------- | -------------------------------------------------------- |
| 2025      | La hija del mariachi               | Raquel Santana Vda. de Guerrero                          |
| 2024      | Klass 95                           | Bertha Gómez                                             |
| 2024      | MasterChef Celebrity               | Participante                                             |
| 2022      | Noticia de un secuestro            | Cindy                                                    |
| 2022      | Punto final                        |                                                          |
| 2022      | Te la dedico                       | Rosa Gómez                                               |
| 2019-2020 | El general Naranjo                 |                                                          |
| 2019      | El man es Germán                   | Graciela López Rodríguez 'Doña Grace' / Lucrecia Santana |
| 2019      | El Bronx                           | Patricia Cárdenas                                        |
| 2018      | Pasajeros la serie                 | Helena                                                   |
| 2017      | Venganza                           | Patricia de Vélez                                        |
| 2016-2017 | Las Vega's                         | Ninfa Yaneth Soto                                        |
| 2016-2017 | Narcos                             | Mariela Rodríguez                                        |
| 2016-2017 | La ley del corazón                 | Belén Marchart de Salamanca                              |
| 2016      | Todo es prestao                    | Hilda de Serrani                                         |
| 2015-2016 | Celia                              | Lola Calvo (Adulta)                                      |
| 2013-2014 | Mentiras perfectas                 | Beatriz                                                  |
| 2013-2014 | Secretos del paraíso               | Esmeralda                                                |
| 2013-2014 | Mamá también                       | Victoria de Amaya                                        |
| 2012      | Mujeres al límite                  | Helena                                                   |
| 2012      | Historias clasificadas             | Juliana                                                  |
| 2012      | Pablo Escobar, el patrón del mal   | Gloria Pachón de Galán                                   |
| 2010-2012 | El man es Germán                   | Graciela López Rodríguez 'Doña Grace'                    |
| 2009-2010 | Las detectivas y el Víctor         | Graciela López Rodríguez 'Doña Grace'                    |
| 2008      | Tiempo final                       | Enfermera                                                |
| 2007-2008 | Nadie es eterno en el mundo        | Clemencia Peinado                                        |
| 2004-2005 | Las noches de Luciana              | Patricia Escalante de Rivas                              |
| 2003      | Sofía dame tiempo                  | Fabiola de Neira                                         |
| 2000-2001 | La baby sister                     | Martha Parejo                                            |
| 1999      | Me llaman Lolita                   | Carmen Bocanegra de Rengifo 'Carmencita'                 |
| 1999      | ¿Por qué diablos?                  | Teresa Cantor                                            |
| 1999      | Tan cerca y tan lejos              | Doña Gloria                                              |
| 1998      | Corazones de asfalto               |                                                          |
| 1997-1998 | La elegida                         |                                                          |
| 1997      | Perfume de agonía                  | Elvira                                                   |
| 1996      | Mariluna                           |                                                          |
| 1995      | El manantial                       |                                                          |
| 1995      | Parábola                           |                                                          |
| 1993      | Dulce ave negra                    | Maria Ángel 'María la Dulce Ave Negra'.                  |
| 1993      | Crónicas de una generación trágica | Amalia                                                   |
| 1992      | Cambalache                         |                                                          |
| 1992      | Fronteras del regreso              | Jenny "La Pereirana"                                     |
| 1990      | Ana de Negro                       | Mercedes Benavides                                       |
| 1990      | Herencia maldita                   |                                                          |
| 1988      | Deseos                             |                                                          |
| 1988-1991 | Chispazos                          |                                                          |
| 1987      | Profundo                           |                                                          |
| 1987      | Dejémonos de vainas                |                                                          |
| 1986      | Querida Julia                      |                                                          |

## Cine
| Año  | Título                       | Personaje       | Notas        |
| ---- | ---------------------------- | --------------- | ------------ |
| 2023 | El yuppie y el Guiso         | Gloria          |              |
| 2007 | Satanás                      | Mamá de Natalia |              |
| 2005 | Perder es cuestión de método | Nancy           |              |
| 1995 | Parabola                     |                 | Cortometraje |
| 1993 | La estrategia del caracol    | Gloria          |              |

## Premios y nominaciones

### Premios India Catalina
| Año  | Categoría                                     | Telenovela o Serie | Resultado |
| ---- | --------------------------------------------- | ------------------ | --------- |
| 2007 | Mejor actriz de reparto de telenovela o serie | La baby sister     | Ganadora  |
| 2000 | Mejor actriz de reparto de telenovela o serie | Me llaman Lolita   | Nominada  |

### Premios TVyNovelas
| Año  | Categoría                        | Telenovela o Serie         | Resultado |
| ---- | -------------------------------- | -------------------------- | --------- |
| 2013 | Mejor actriz de reparto de serie | Escobar, el patrón del mal | Nominada  |
| 2001 | Mejor actriz antagónica          | La baby sister             | Nominada  |
| 2000 | Mejor actriz de reparto          | Me llaman Lolita           | Ganadora  |